# Gilles van Berlaymont
Gilles van Berlaymont (Hoogstraten, 1540 circa – Maastricht, 18 giugno 1579) è stato un nobile olandese, barone di Hierges, Statolder nei Paesi Bassi spagnoli.
Gilles van Berlaymont o Gilles de Berlaymont barone di Hierges è stato Statolder di Drenthe, Frisia, Groninga e Overijssel (1572-1573), statolder di Gheldria (1572-1577), sostituto dello statolder di Olanda, Zelanda e Utrecht (1574-1577), statolder di Namur e Artois (dopo il 1578), a servizio di Filippo II di Spagna, durante la rivolta olandese.
Era figlio di Charles de Berlaymont e Adriana de Ligne Barbançon, e fratello di Claude de Berlaymont e Florent de Berlaymont.

Nel 1572 fu nominato cavaliere dell'Ordine del Toson d'oro e divenne il 2 settembre 1577 membro del Consiglio di Stato.
Nel 1567 egli era, come suo padre, un membro del Consiglio dei torbidi In aprile 1567 Gilles veniva nominato governatore militare di Maastricht, quando divenne sede della guarnigione spagnola; poi divenne un importante aiuto di Fernando Álvarez de Toledo duca d'Alba e Requesens in varie operazioni militari.
Nel stesso anno Gilles comandava l'assedio di Valenciennes, il primo assedio della guerra degli Ottant'anni. Catturò e saccheggiò Schoonhoven, e Oudewater in agosto 1575. Fu ucciso durante l'assedio di Maastricht (1579).